# Zangnanado
Zangnanado è una città situata nel dipartimento di Zou nello Stato del Benin con 41 270 abitanti (stima 2006).